# Ci siamo!?!
Ci siamo!?! era un programma televisivo italiano di genere talent show, trasmesso nella stagione 1992-1993 nel preserale di Rai 1.
Il programma, condotto da Gigi Sabani con la partecipazione di Chiara Sani e Nina Soldano, era un varietà sui mestieri ispirato alla Corrida, con esibizioni di dilettanti. Come concorrenti vi debuttarono Alessandro Greco, conduttore poi di Furore, e Gabriella Germani, imitatrice nel programma Viva Radio2 di Fiorello.
All'interno del programma, che andava in onda dalle 18.45 alle 20, erano inseriti la rubrica del Tg1 Almanacco del giorno dopo e le previsioni del tempo del Tg1 Che tempo fa, che andarono in onda per la prima volta in diretta, dando possibilità a Gigi Sabani di dialogare sia con i conduttori del Meteo 1 Guido Caroselli ed Andrea Baroni che con le annunciatrici RAI (le quali presentavano i programmi della serata RAI).
Il giudice di gara della trasmissione (chiamato da Sabani "Il Giudicone") era Alfredo Cerruti, autore televisivo ed ex voce narrante degli Squallor.
La sigla è stata scritta da Toto Cutugno e cantata dai tre conduttori.